# Ithomeis cumbasina
Ithomeis cumbasina är en fjärilsart som beskrevs av Embrik Strand 1911. Ithomeis cumbasina ingår i släktet Ithomeis och familjen Riodinidae. Inga underarter finns listade i Catalogue of Life.